# Un principe per mamma
Un principe per mamma (Smooch) è un film per la televisione del 2011 diretto da Ron Oliver.

## Trama
Percival, reale inglese, arriva in America per un matrimonio combinato e finisce per essere aggredito a San Francisco vicino al Golden Gate Park e un'amnesia gli fa perdere la memoria. Zoe, una bambina di 11 anni, che non riesce a sezionare una rana nella classe di scienze, va al Golden Gate Park con l'intento di liberarla e per un equivoco, dopo averla baciata, crede di aver trasformato Percival in un principe. Lo porta a casa e si rende conto che l'unico modo per tenerlo è quello di far impersonare a Percival un "Tato Reale" e convincere sua madre Gwen, vedova, ad assumerlo. L'uomo ritrova la memoria e si rende conto di essersi perdutamente innamorato della mamma di Zoe e quando la sua famiglia reale lo trova, alla fine, il Principe ranocchio decide, come in tutte le favole, di vivere felice e contento.

## Distribuzione
Il film è stato trasmesso nel Regno Unito in prima visione assoluta su Hallmark Channel il 5 febbraio 2011.
In Italia è stato trasmesso in prima visione assoluta su Canale 5 nel 2011, mentre il 22 febbraio 2012 viene pubblicato in home-video.